# Галлямова, Алиса Михайловна
Али́са Миха́йловна Галля́мова (род. 18 января 1972 года) — советская, украинская и российская шахматистка из Казани, заслуженный мастер спорта, международный гроссмейстер среди женщин, международный мастер, многократная чемпионка России. Победительница Шахматной Олимпиады 2010 года в составе команды России.

## Биография
Родилась в Казани в русско-татарской семье (Галлямова — фамилия матери). Обучение начала в 10-й детско-юношеской спортивной школе, затем в Московском спортинтернате.
Первый тренер-педагог — заслуженный тренер России Олег Ильясович Игламов. В дальнейшем тренером стал Александр Николаевич Панченко, международный гроссмейстер, заслуженный тренер России.
В 1982 году стала чемпионкой российского и Центрального советов ДСО «Трудовые резервы».
В 1983—1984 гг. дважды становилась серебряным призёром чемпионатов Татарстана среди женщин, а в 1985—1986 гг. завоевала титул чемпионки.
В 1987 году получила серебряную медаль на первенстве СССР среди девушек в возрасте до 16 лет (Челябинск).
В 1987 году также одержала победу на чемпионате мира среди девушек до 16 лет (Инсбрук).
В 1988 году повторила свой успех на чемпионате в Румынии (Тимишоара), а также стала чемпионкой в возрастной категории до 20 лет (Австралия, Аделаида).
Алиса Галлямова принимала участие в пяти всемирных шахматных олимпиадах в составе сборных СССР (1990, Нови-Сад, 2-е место); Украины (1992, Манила, 2-е место); России (1996, Ереван, 3-е место; 2000, Стамбул, 3-е место; и 2010, Ханты-Мансийск, 1-е место).
В 1997 году стала чемпионкой России и победительницей турнира претендентов на мировую корону. В этом же году она стала обладательницей шахматного Оскара, присуждаемого Международной ассоциацией шахматной прессы лучшим шахматистам года, победив Александра Морозевича. 
Чемпионка России 2003 года в составе сборной Республики Татарстан.
В 1999 году в матче за звание чемпионки мира по шахматам ФИДЕ, проходившем в Казани, Алиса Галлямова проиграла китайской шахматистке Се Цзюнь.
В финальном матче за звание чемпионки мира 2006 года Алиса Галлямова проиграла китаянке Сюй Юхуа.
В 2009 году стала чемпионкой России по шахматам (7,5 из 9). В 2010 году повторила свой успех, в упорной борьбе набрав 7 очков из 11.
В 2010 году в составе сборной России стала чемпионкой Всемирной шахматной олимпиады.
С 1991 года была замужем за украинским шахматистом Василием Иванчуком, у них есть общий сын Миша, через несколько лет брак распался.
Постоянно проживает в Казани, где основала собственную общественную шахматную школу, а также небольшой бизнес.
В апреле 2017 года в Риге завоевала бронзу на чемпионате Европы по шахматам среди женщин.

## Изменения рейтинга
| График не отображается по техническим причинам. Чтобы исправить это, воспроизведите график в новом формате, если это возможно. |